# Гросс (мера счёта)
Гросс (от нем. Groß — большой) — мера счёта, равная 12 дюжинам, то есть 144 штукам.
В России на рубеже XIX—XX веков использовалась в торговле при счёте «карандашей, перьев и т. п.» и доныне используется за рубежом в мелкооптовой торговле. 
В английском языке слово gross в значении «дюжина дюжин» используется с начала XV века и происходит от старофранцузского grosse douzaine («большая дюжина»).
Дюжина гроссов составляет массу, или большой гросс.
В английской системе мер также имеется «малый гросс» или «большая сотня». Данная единица счёта меньше гросса, но больше сотни и составляет 120 штук (десять дюжин, {\displaystyle 10\times 12}).